# Széljáró Balladás
A Széljáró Balladás egy együttes, amit 2000-ben alapítottak Kiskunfélegyházán.

## Története
Az 1998-ban egyszemélyes vállalkozásnak indult, ma már hat tagot számláló együttes művészeti vezetője Vas László, aki a Félegyházi Táncszínház alapító tagja, zenei rendezője, szereplője. Szülővárosa, Kiskunfélegyháza komolyzenei és hagyományőrző művészeti palettáját bővítő szándékkal indította el a helyi pódium, színházi előadó-művészeti ágat, énekes, hangszeres tehetségek felkutatásával, tanításukkal, összefogásukkal. Az együttes sokáig „Vas László és Barátai” elnevezéssel volt ismert, 2010 őszén azonban elérkezett az idő, hogy egy új, összetartozásukat, munkájukat és érzésvilágukat kifejezőbb, Széljáró Balladás megnevezéssel lépjenek közönség elé. A zenekar akusztikus, népzenei és modern hangszereket és dallamvilágot egyaránt felsorakoztató repertoárjában saját szerzemények, népzenei átdolgozások és klasszikus irodalmi alkotások megzenésítése a főszerep. A Széljáró Balladás hangszerelése magába foglalja a hagyományos népi mellett a blues, rock, funky, D&B zenei elemeit egy egyéni stílussal kialakított, rájuk jellemző hangzásvilágban.

## Tagjai és hangszereik
- Pázmándi Judit: ének, hegedű
- Kurai - Kiss Szilvia: cselló
- Fekete Benő: basszusgitár
- Zoltán Zoltán: gitár
- Hegyi Bence: dobok, percussions
- Vas László: 6 és 12 húros gitár, hosszú furulya, doromb, tekerőlant, ének

## Ex tagok
- Nagyapáti Anita: akusztikus basszusgitár, ének
- Sövény Tibor: akusztikus gitár, ének, próza
- Molnár István: cajon, darbuka
- Dávid Orsolya: ének

## Munkáik
Ballada, költészet és zene:
Népzenei átdolgozások (modern folk), magyar költők megzenésített versei, saját szerzemények.
Színház:
- Vándorcirkusz című zenés mű. A kortárs darab keretét egy kisnovella adja, tizenkét dalbetéttel színesítve. Maga a történet szürreális, meditatív, cselekménye is több szálon fut. Egy vándorcirkusz társulat tagjainak emberi vonásain, karakterein, érzelmein, valamint a főhős alkoholista kötéltáncos átélt, vagy pillanatnyi élethelyzetein, motivációin visszatükröződnek a bennünket körülvevő világ torz, vagy kontúrral meghúzott élei. A másfél órás műben a szerzők emléket állítanak azoknak is, akik már nincsenek: a barátoknak, tájnak, szülővárosnak, a kocsmáknak, természetnek, egykori jókedvű vagy bús baráti együttléteknek. Zene: Vas László, szöveg: Málik Béla.
- "Így mesélte öregapám" Betyárvilág-betyárélet című zenés előadás a XIX. századi híres - hírhedt alföldi betyárok életét, mutatja be elhíresült rabló betyárok tragikus-tragikomikus történeteivel, az őket üldöző Ráday-korszak kegyetlen világát is elmesélve. A produkcióban a próza mellett elhangzanak többek között a Rózsa Sándor, Bogár Imre, Patkó Bandi, Csehó Pista és más kegyetlenkedő betyárokról szóló balladák, vidám és lírai feldolgozásban. A Széljáró Balladás hangszerelése ötvözi a népi és a modern korunk zenei elemeit. A zenei darab üzenetében ott rejlik mai korunk világa is, hiszen az ember alaptulajdonságai időtől, korszakoktól függetlenek, állandók.

## Lemezek
- Duhaj gyerek vagyok (2010)
- Pásztorlélek (2014)
- A mi Petőfink (2018)
- A mi Móránk (2019)

## Elismerések
"Kiskunfélegyháza kulturális életében betöltött szerepükért, magas művészi színvonalat képviselő előadásaikért, közösségteremtő és hagyományőrző tevékenységük elismeréséért" - kitüntető oklevél

## Külső hivatkozások
- Vas László és a Széljáró Balladás hivatalos honlapja